# Церковь Святых Сергия и Вакха
Церковь Святых Сергия и Вакха (тур. Küçük Ayasofya) — одна из самых древних сохранившихся церквей Стамбула, послужившая прообразом для Сан-Витале (центрический храм) и собора Святой Софии (купольная базилика) (отсюда второе название — «малая Айя-София»). По всей видимости, является работой тех же мастеров — Исидора Милетского и Анфимия Тралльского. Храм посвящён святым Сергию и Вакху. 

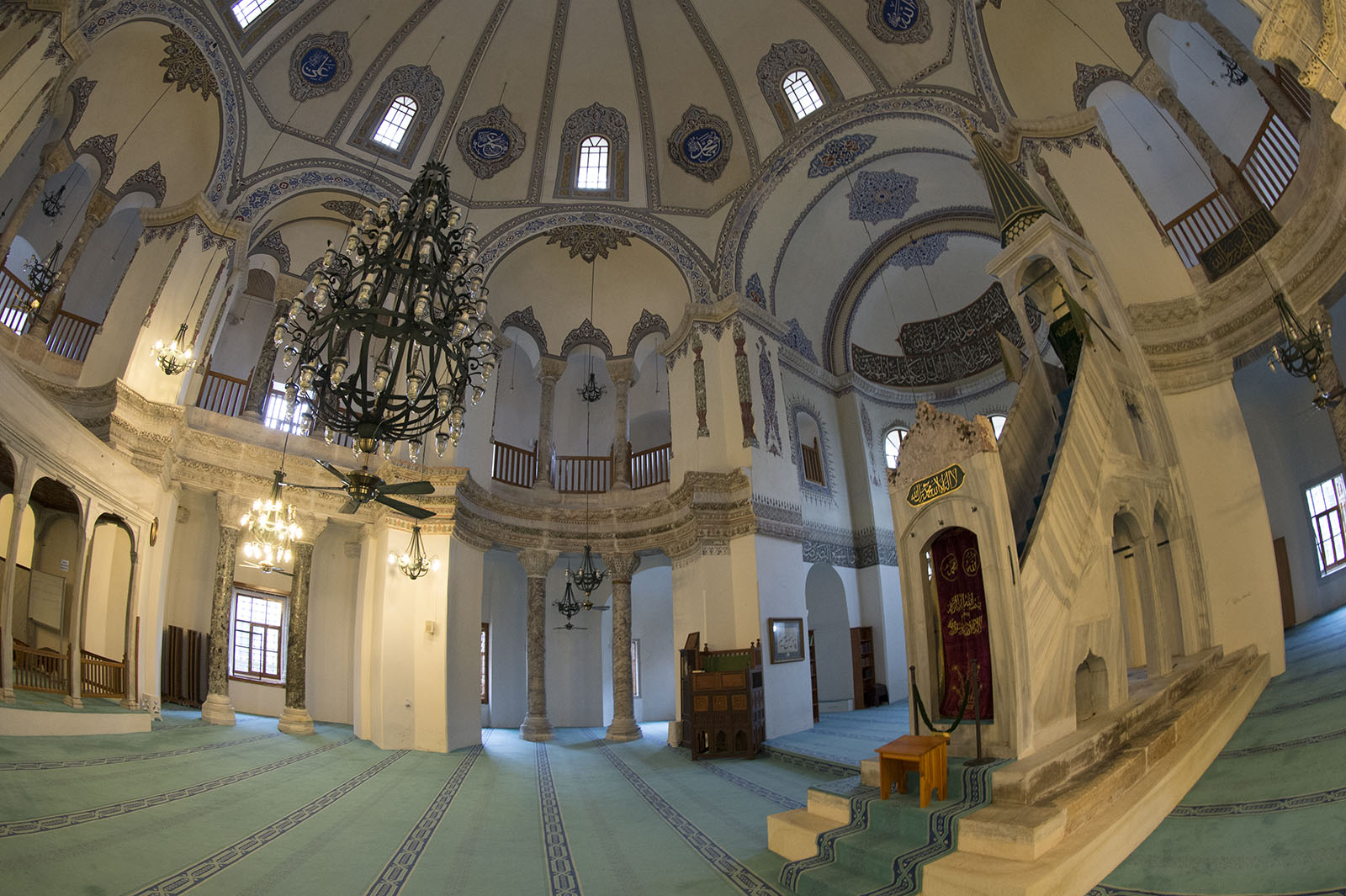
Интерьер храма.

Существующий ныне храм был построен в 527—529 годах близ дома, в котором император Юстиниан I провёл свои молодые годы. «Малая София» составляла единый ансамбль с более ранней церковью Святых Петра и Павла, последние свидетельства существования которой были уничтожены стамбульскими властями в XX веке. О том, что церковь Святых Сергия и Вакха была особо любима императорским семейством, свидетельствует то, что на многие капители нанесены инициалы Юстиниана и Феодоры. 
В 536 году Феодора отдала церковный комплекс под монастырь монофизитов, а в 551 году здесь прятался от гнева черни папа римский Вигилий. Богатое мозаичное убранство церкви было уничтожено в те годы, когда её облюбовали иконоборцы. После падения Константинополя церковь Святых Сергия и Вакха продолжала действовать до 1506 года, пока некий царедворец не обратил её в мечеть, забелив мозаики, пристроив притвор и медресе.
В 1742 году во дворе здания был сооружён ритуальный фонтан, в 1762 году появился минарет (полностью перестроен в 1952 году). Султан Махмуд II распорядился обновить мечеть после неоднократных землетрясений. Во время Балканских войн здесь нашли приют тысячи беженцев. Серьёзный ущерб состоянию памятника нанесло строительство железной дороги в непосредственной близости от «малой Софии». По этой причине ЮНЕСКО внесло бывшую церковь Святых Сергия и Вакха в список объектов Всемирного наследия, находящихся под угрозой уничтожения.